# Town and Country (Washington)
Town and Country è un census-designated place (CDP) degli Stati Uniti d'America, situato nello stato di Washington, nella contea di Spokane.